# Đồng Thị Bích Thủy
Đồng Thị Bích Thủy (10 tháng 12 năm 1954 – 9 tháng 2 năm 2017), quê quán ở xã Mậu Tài, huyện Phú Vang, tỉnh Thừa Thiên – Huế, là một phó giáo sư, tiến sĩ Tin học quản lý. Bà là đại biểu Quốc hội Việt Nam khóa X. Bà thuộc đoàn đại biểu Đồng Tháp.
Bà qua đời lúc 21h ngày 9 tháng 2 năm 2017. Thi hài bà được hỏa táng tại Nghĩa trang Phúc An Viên, Quận 9, Thành phố Hồ Chí Minh vào ngày 12 tháng 2 năm 2017.

## Đào tạo
Tốt nghiệp Đại học Lausanne (Thụy Sĩ) ngành Quản trị kinh doanh (năm 1975), lấy bằng Tiến sĩ tin học quản lý (năm 1986), chuyên ngành Hệ thống thông tin và Cơ sở dữ liệu ở Đại học Genève Thụy Sĩ.

## Các giải thưởng
TS. Đồng Thị Bích Thủy được nhà nước công nhận học hàm Phó Giáo sư vào năm 2004. Bà từng nhận được các giải thưởng như "Phụ nữ gánh vác trách nhiệm ngoài xã hội" do chính phủ Canada trao tặng cuối năm 1999, huy chương "Vì thế hệ trẻ" của  Đoàn Thanh Niên Cộng sản HCM năm 2000. Bà còn nhận được giải thưởng Công nghệ Thông tin và Truyền thông TP.HCM lần thứ 5 (năm 2013).

## Sự nghiệp
Bà từng là trưởng bộ môn Hệ thống thông tin tại Đại học Khoa học tự nhiên TPHCM và là giám đốc Trung Tâm Tin Học Trung Tâm Tin Học (TTTH) ĐHKHTN từ năm 1991 đến năm 2010.
Bắt đầu tham gia giảng dạy từ 1986, đến 1989 bà là trưởng bộ môn Tin Học (khoa Toán), từ 1995 – 1999 là  phó khoa CNTT đồng thời là trưởng bộ môn Hệ thống Thông tin. Một mình bà cáng đáng việc đào tạo cao học tin học trong những khoá đầu tiên (từ năm 1991) cho đến khi trường ĐHKHTN có thêm giảng viên đạt trình độ TS. Bà còn đại diện  cho trí thức khối khoa học – công nghệ "gánh vác trách nhiệm ngoài xã hội" trong vai trò đại biểu Quốc hội khoá X (1997-2002). Đến đầu năm 2002, bà trở thành phó hiệu trưởng của trường ĐHKHTN. Bà giữ cương vị này đến năm 2007.
Đảm nhận vai trò Giám đốc TTTH, bà đã đưa ra nhiều quyết định quan trọng giúp TTTH không ngừng phát triển, trở thành địa chỉ đào tạo và dịch vụ CNTT uy tín trong cả nước.
Bà còn là thành viên Hội đồng, cố vấn đào tạo Viện John von Neumann, ĐH Quốc gia TP. HCM từ năm 2013 – 2017. GS.Dương Nguyên Vũ, viện trưởng viện John Von Neumann (ĐHQG-HCM) nhận xét bà là "một cánh tay lớn ở Viện John von Neumann".
Ngoài chuyên môn về CNTT, bà còn rất quan tâm đến đổi mới các phương pháp dạy và học bậc đại học. Năm 2007, bà cùng với ban giám hiệu trường ĐHKHTN thành lập Trung tâm Nghiên cứu Cải tiến Phương pháp Dạy và Học Đại học (tên tiếng Anh: Center for Educational Excellence, viết tắt: CEE) thông qua dự án hợp tác với trường ĐH Portland (Portland State University - USA). Đây là một mô hình đầu tiên tại Việt Nam với sáng kiến thành lập một đơn vị trực thuộc trường ĐH giúp hỗ trợ giảng viên và sinh viên trong quá trình dạy và học. Bà giữ cương vị giám đốc trung tâm CEE từ ngày thành lập cho đến khi mất. Bà cùng với TS. Phùng Thúy Phượng là những người đầu tiên đưa khái niệm "học tập phục vụ cộng đồng" (Service-learning) vào Việt Nam. Dưới sự lãnh đạo của bà, Trung tâm CEE đã mời nhiều chuyên gia giáo dục từ Mỹ theo dự án chuyên gia Fulbright sang tập huấn cho đối ngũ cán bộ giảng dạy của các trường ĐH tại Việt Nam.

Dẫn đầu đoàn Việt Nam tham dự hội nghị Service Learning Đông Nam Á tại Cambodia 2009

Bà là hội viên của ACM và IEEE. Bà còn là Chủ tịch hội đồng IEEE RIVF (International Conference on Computing & Communication Technologies – Research, Innovation, and Vision for Future) năm 2015.
Bà sử dụng thành thạo 2 ngoại ngữ tiếng Pháp và tiếng Anh trong giảng dạy, nghiên cứu và giao tiếp. Bà từng giữ chức vụ chủ tịch hiệp hội các trường ĐH nói tiếng Pháp vùng Châu Á Thái Bình Dương CONFRASIE (nhiệm kỳ 1998 – 2010).

## Đánh giá
Bà được các đồng nghiệp đánh giá là một nhà lãnh đạo tài năng nhưng khiêm tốn, quyết liệt nhưng mềm mỏng, có những đóng góp rất lớn cho sự phát triển của ngành IT Việt Nam. Những đóng góp thầm lặng của bà cho ngành Công nghệ thông tin vẫn còn ít người biết đến.